# Leichtathletik-Europameisterschaften 1978/200 m der Frauen

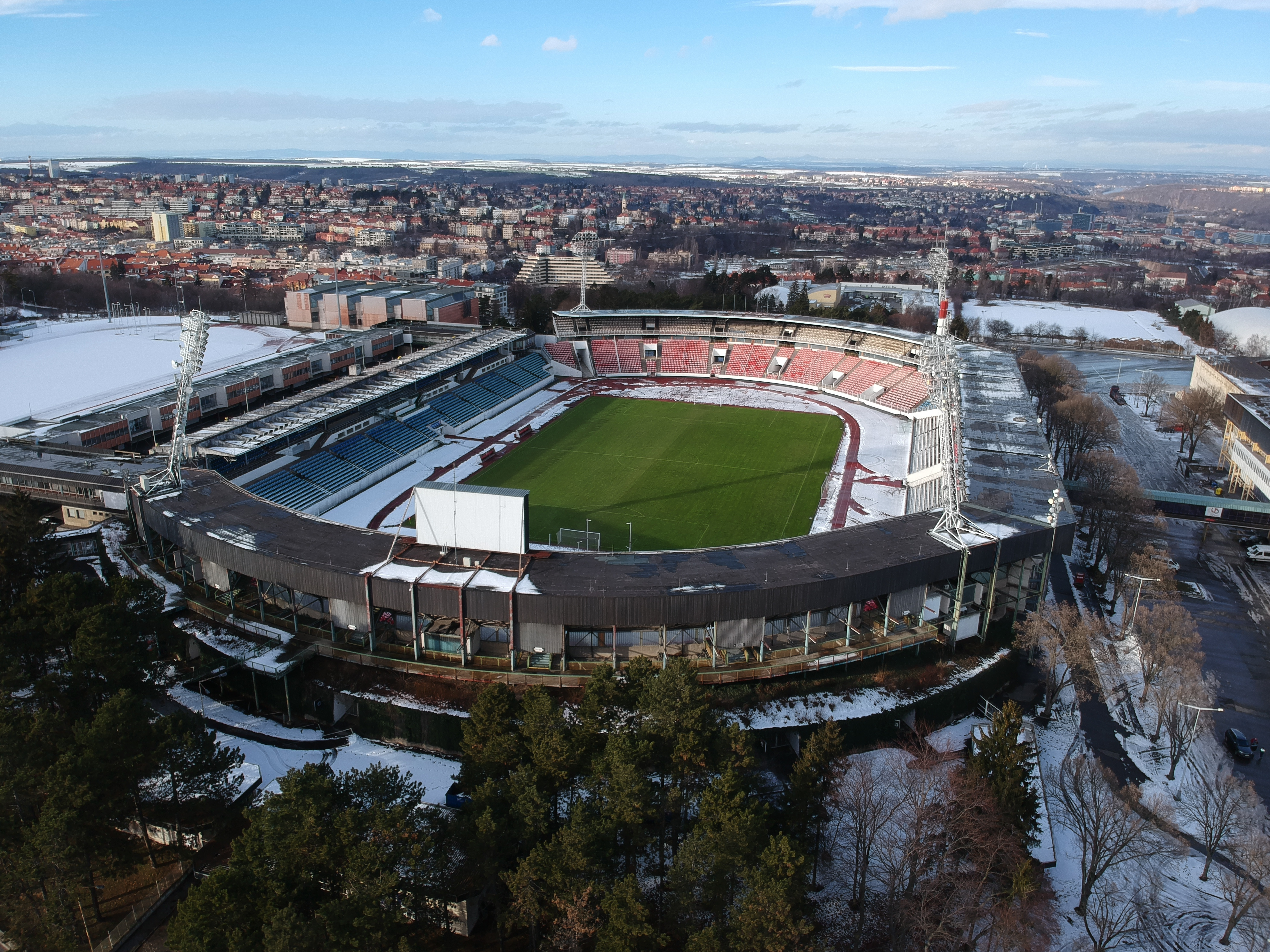
Das Stadion Evžena Rošického von Prag im Jahr 2009

Der 200-Meter-Lauf der Frauen bei den Leichtathletik-Europameisterschaften 1978 wurde am 31. August und 1. September 1978 im Stadion Evžena Rošického von Prag ausgetragen.
In diesem Wettbewerb errangen die Sprinterinnen der DDR mit Silber und Bronze zwei Medaillen. Europameisterin wurde Ljudmila Kondratjewa aus der UdSSR. Platz zwei belegte die Siegerin über 100 Meter Marlies Göhr. Bronze ging an Carla Bodendorf.

## Bestehende Rekorde
| Weltrekord           | 22,06 s | Marita Koch     | Erfurt, DDR (heute Deutschland) | 28. Mai 1978      |
| Europarekord         | 22,06 s | Marita Koch     | Erfurt, DDR (heute Deutschland) | 28. Mai 1978      |
| Meisterschaftsrekord | 22,51 s | Irena Szewińska | EM Rom, Italien                 | 6. September 1974 |

Der bestehende EM-Rekord wurde bei diesen Europameisterschaften nicht erreicht. Allerdings verfehlte sowjetische Europameisterin Ljudmila Kondratjewa ihn im Finale am 1. September nur um eine Hundertstelsekunde. Zum Welt- und Europarekord fehlten ihr 46 Hundertstelsekunden.

## Vorrunde
31. August 1978
Die Vorrunde wurde in vier Läufen durchgeführt. Die ersten vier Athletinnen pro Lauf – hellblau unterlegt – qualifizierten sich für das Halbfinale.

### Vorlauf 1
Wind: −0,3 m/s
| Platz | Name                  | Nation           | Zeit (s) |
| ----- | --------------------- | ---------------- | -------- |
| 1     | Tetjana Prorotschenko | Sowjetunion      | 23,23    |
| 2     | Kathryn Smallwood     | Großbritannien   | 23,54    |
| 3     | Marlies Göhr          | DDR              | 23,73    |
| 4     | Claudia Steger        | BR Deutschland   | 23,96    |
| 5     | Michelle Walsh        | Irland           | 23,99    |
| 6     | Radoslava Soborova    | Tschechoslowakei | 23,84    |

### Vorlauf 2
Wind: ±0,0 m/s
| Platz | Name                 | Nation         | Zeit (s) |
| ----- | -------------------- | -------------- | -------- |
| 1     | Ljudmila Kondratjewa | Sowjetunion    | 23,11    |
| 2     | Monika Hamann        | DDR            | 23,35    |
| 3     | Irén Orosz-Árva      | Ungarn         | 23,46    |
| 4     | Sonia Lannaman       | Großbritannien | 23,48    |
| 5     | Dagmar Schenten      | BR Deutschland | 23,70    |
| 6     | Helinä Marjamaa      | Finnland       | 23,84    |
| 7     | Tilly Verhoef        | Niederlande    | 24,12    |

### Vorlauf 3
Wind: ±0,0 m/s
| Platz | Name             | Nation         | Zeit (s) |
| ----- | ---------------- | -------------- | -------- |
| 1     | Chantal Réga     | Frankreich     | 23,26    |
| 2     | Linda Haglund    | Schweden       | 23,38    |
| 3     | Zofia Bielczyk   | Polen          | 23,40    |
| 4     | Beverley Goddard | Großbritannien | 23,54    |
| 5     | Marisa Masullo   | Italien        | 23,62    |
| 6     | Silvia Schinzel  | Österreich     | 24,30    |

### Vorlauf 4
Wind: +0,5 m/s
| Platz | Name               | Nation      | Zeit (s) |
| ----- | ------------------ | ----------- | -------- |
| 1     | Ljudmila Maslakowa | Sowjetunion | 22,92    |
| 2     | Liljana Iwanowa    | Bulgarien   | 22,93    |
| 3     | Carla Bodendorf    | DDR         | 23,11    |
| 4     | Raymonde Naigre    | Frankreich  | 23,56    |
| 5     | Jolanta Stalmach   | Polen       | 23,96    |
| 6     | Ellie Henzen       | Niederlande | 23,97    |

## Halbfinale
31. August 1978
In den beiden Halbfinalläufen qualifizierten sich die jeweils ersten vier Athletinnen – hellblau unterlegt – für das Finale.

### Lauf 1
Wind: −0,2 m/s
| Platz | Name               | Nation         | Zeit (s) |
| ----- | ------------------ | -------------- | -------- |
| 1     | Marlies Göhr       | DDR            | 22,86    |
| 2     | Ljudmila Maslakowa | Sowjetunion    | 22,86    |
| 3     | Monika Hamann      | DDR            | 22,99    |
| 4     | Liljana Iwanowa    | Bulgarien      | 23,12    |
| 5     | Sonia Lannaman     | Großbritannien | 23,36    |
| 6     | Zofia Bielczyk     | Polen          | 23,41    |
| 7     | Raymonde Naigre    | Frankreich     | 23,89    |
| 8     | Claudia Steger     | BR Deutschland | 24,18    |

### Lauf 2
Wind: −0,3 m/s
| Platz | Name                  | Nation         | Zeit (s) |
| ----- | --------------------- | -------------- | -------- |
| 1     | Ljudmila Kondratjewa  | Sowjetunion    | 22,83    |
| 2     | Carla Bodendorf       | DDR            | 22,92    |
| 3     | Chantal Réga          | Frankreich     | 22,98    |
| 4     | Linda Haglund         | Schweden       | 23,11    |
| 5     | Kathryn Smallwood     | Großbritannien | 23,12    |
| 6     | Tetjana Prorotschenko | Sowjetunion    | 23,30    |
| 7     | Beverley Goddard      | Großbritannien | 23,37    |
| 8     | Irén Orosz-Árva       | Ungarn         | 23,56    |

## Finale

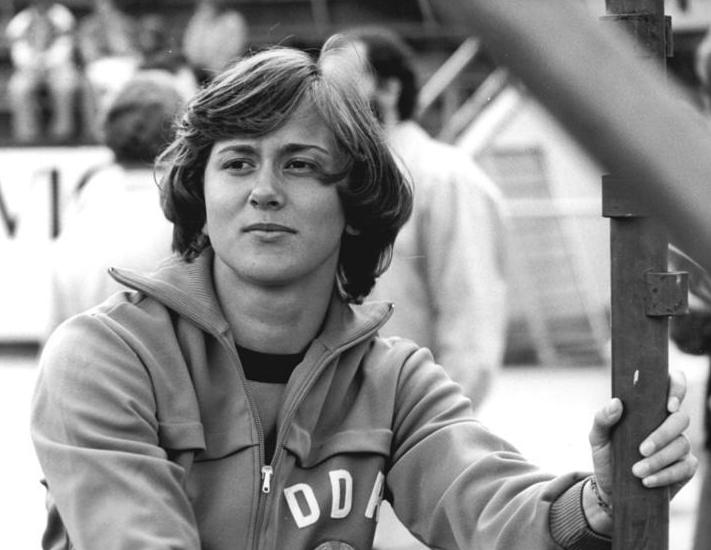
Nach ihrem Sieg über 100 Meter wurde Marlies Göhr Vizeeuropameisterin über 200 Meter

1. September 1978, 17:45 Uhr
Wind: −0,2 m/s
| Platz | Name                 | Nation      | Zeit (s) |
| ----- | -------------------- | ----------- | -------- |
| 1     | Ljudmila Kondratjewa | Sowjetunion | 22,52    |
| 2     | Marlies Göhr         | DDR         | 22,53    |
| 3     | Carla Bodendorf      | DDR         | 22,64    |
| 4     | Monika Hamann        | DDR         | 22,76    |
| 5     | Chantal Réga         | Frankreich  | 22,77    |
| 6     | Ljudmila Maslakowa   | Sowjetunion | 22,89    |
| 7     | Linda Haglund        | Schweden    | 23,07    |
| 8     | Liljana Iwanowa      | Bulgarien   | 23,23    |

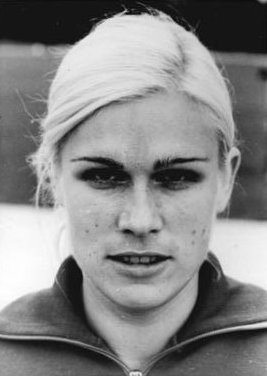
Bronzemedaillengewinnerin Carla Bodendorf, frühere Carla Rietig
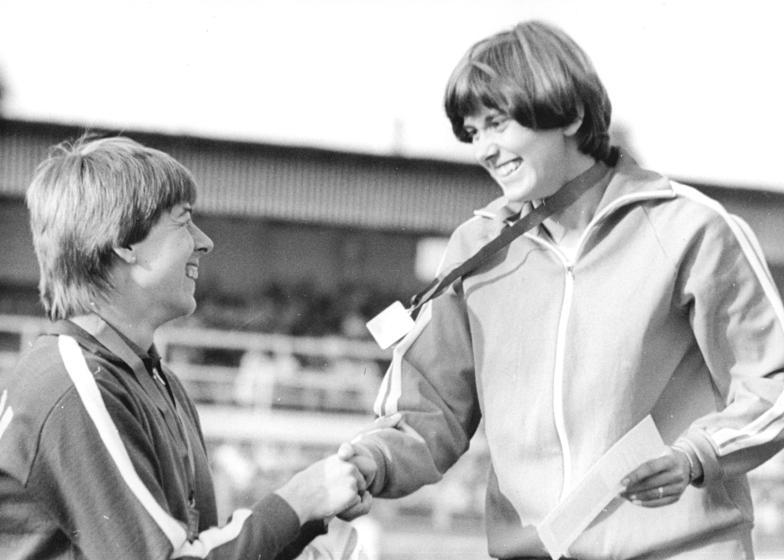
Monika Hamann (links neben Marlies Göhr) belegte wie schon über 100 Meter Rang vier
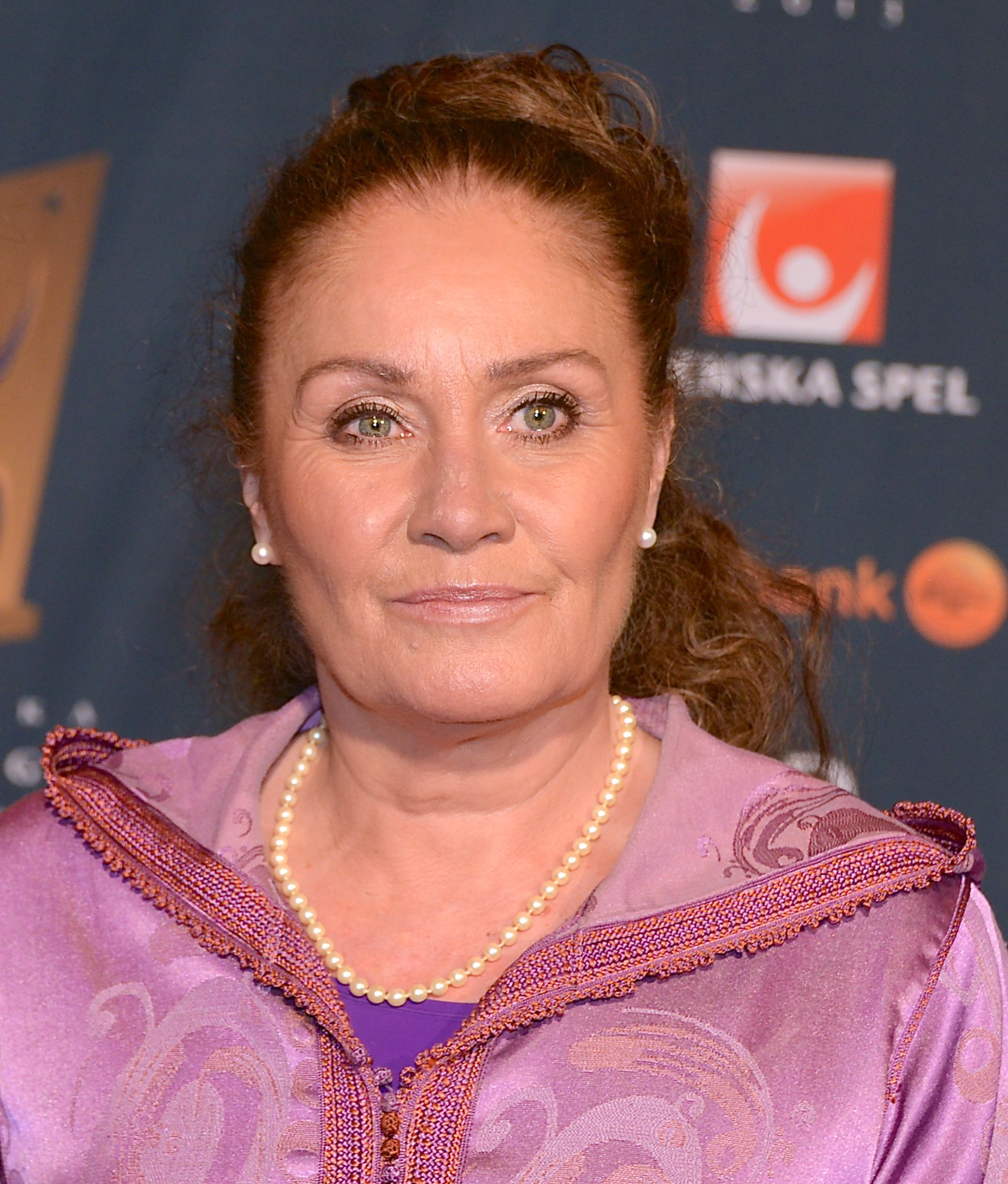
Nach Rang zwei über 100 Meter erreichte Linda Haglund (hier im Jahr 2013) hier Platz sieben